# Einlaufsuppe

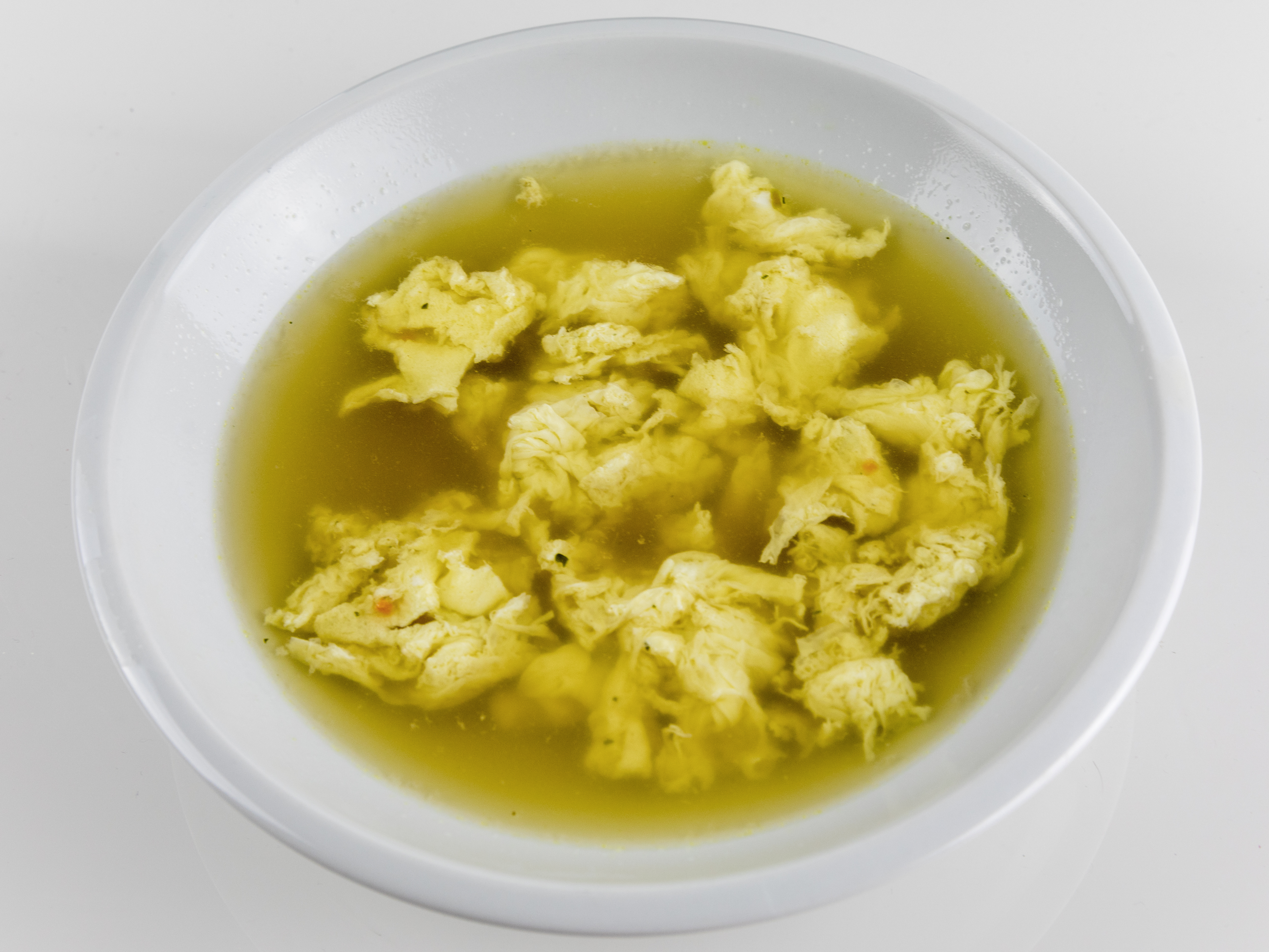
Einfache Einlaufsuppe aus Gemüsebrühe und Ei

Eine Einlaufsuppe oder Eierflaumsuppe (in Österreich und teilweise in Süddeutschland auch Eintropfsuppe, in Salzburg und in der Steiermark auch Farfelsuppe bzw. Faverlsuppe)  ist ein klassisches Gericht mehrerer National- und Regionalküchen.
Der Name bezieht sich auf den Eiereinlauf. Dabei handelt es sich um eine flockenförmige Suppeneinlage, für die man eine Ei-Mehl-Mischung oder nur geschlagene Eier langsam in eine siedende Suppe oder Brühe einlaufen lässt. Das Ei denaturiert und bildet Flocken oder Fäden, welche je nach Rezept unterschiedlich gestaltet werden können. Im Fall von Flocken spricht man dabei von flocons d’œuf, im Fall von Fäden von filaments d’œuf.
Typische Varianten der Einlaufsuppe sind die italienische Stracciatella und die chinesische Sauer-scharf-Suppe.
- Eiereinlauf in eine siedende Gemüsebrühe

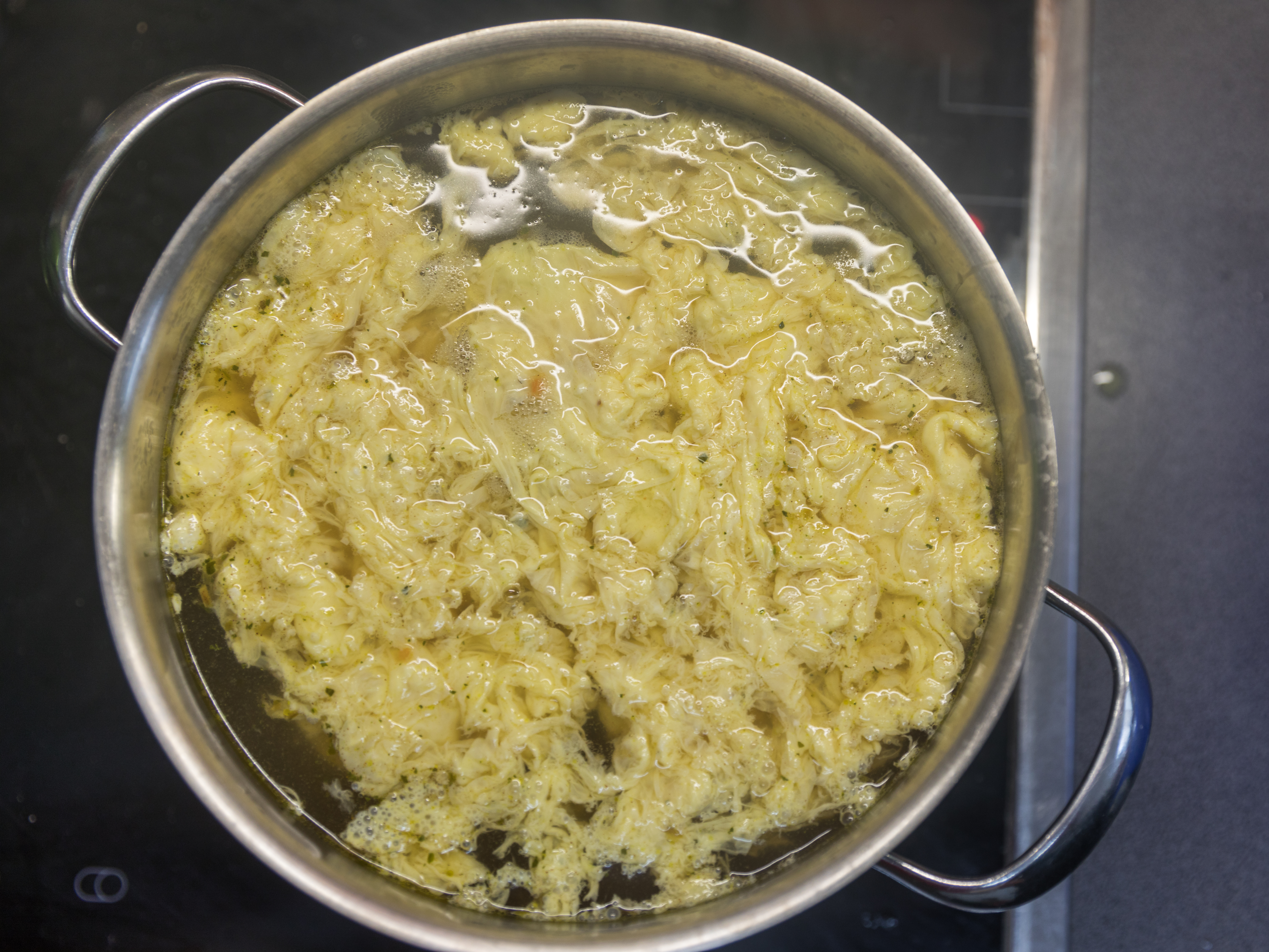
Einlaufsuppe aus Gemüsebrühe und Ei
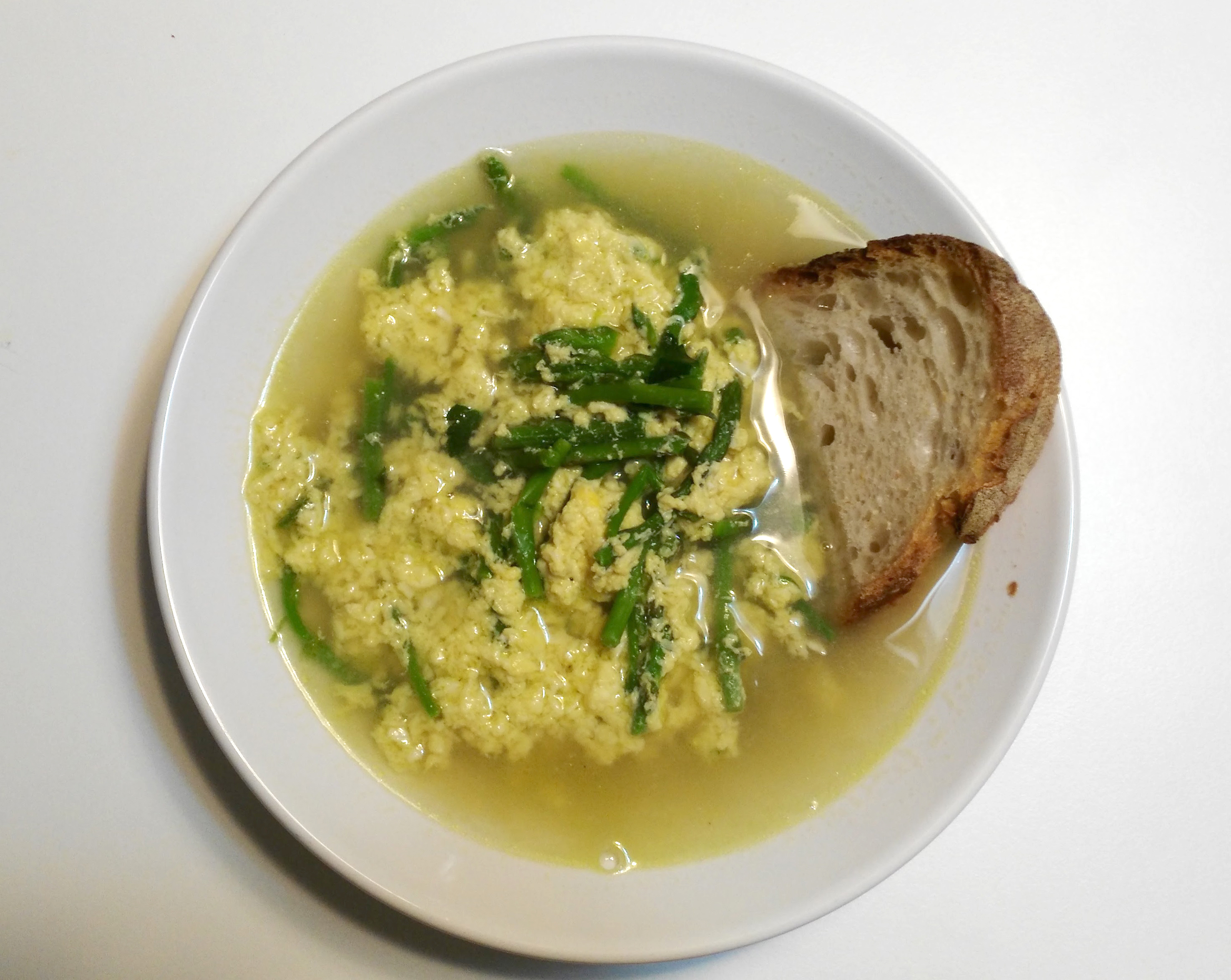
Italienische Susciello mit Ei

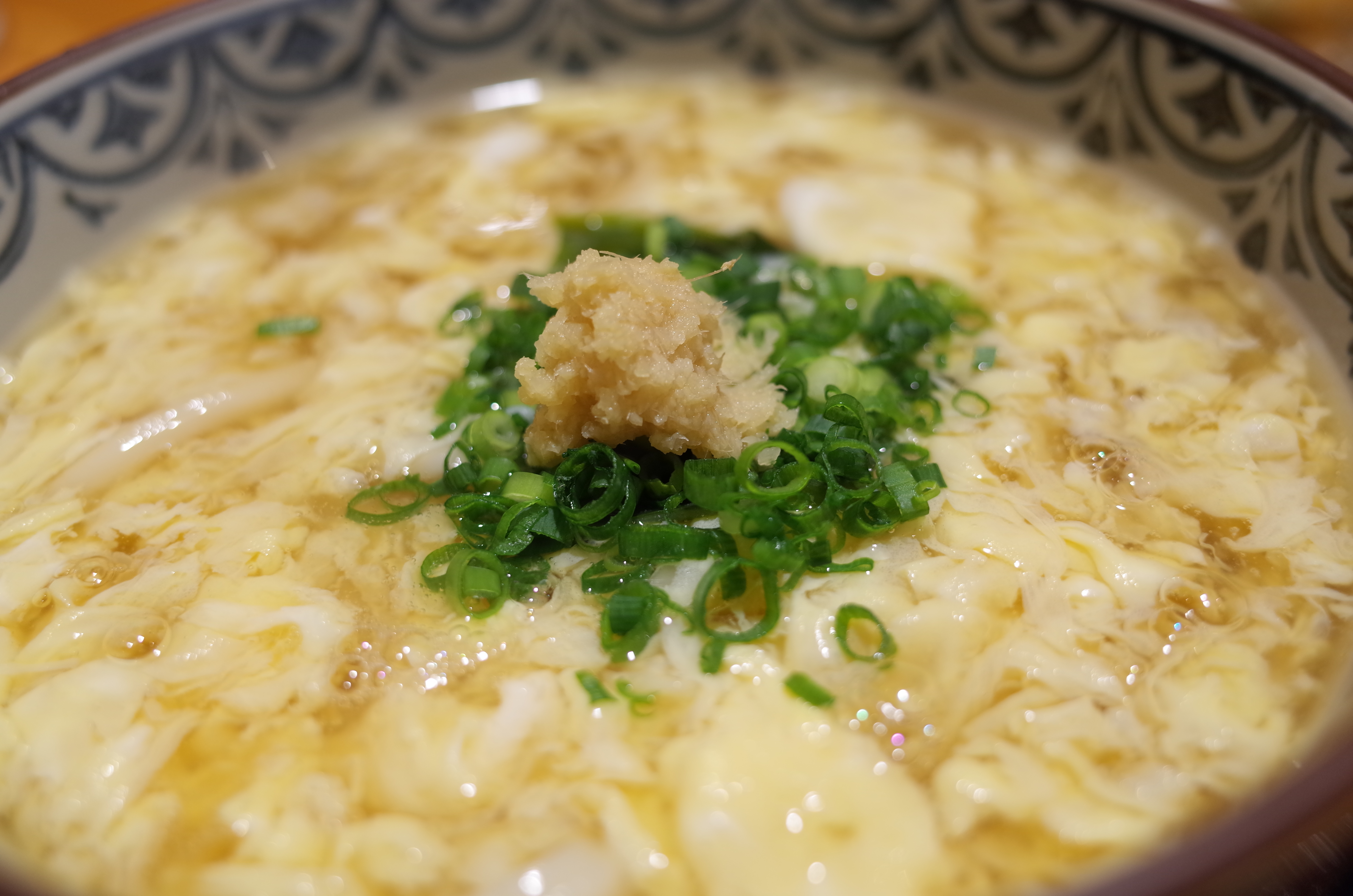
Chinesische Eiertropfensuppe
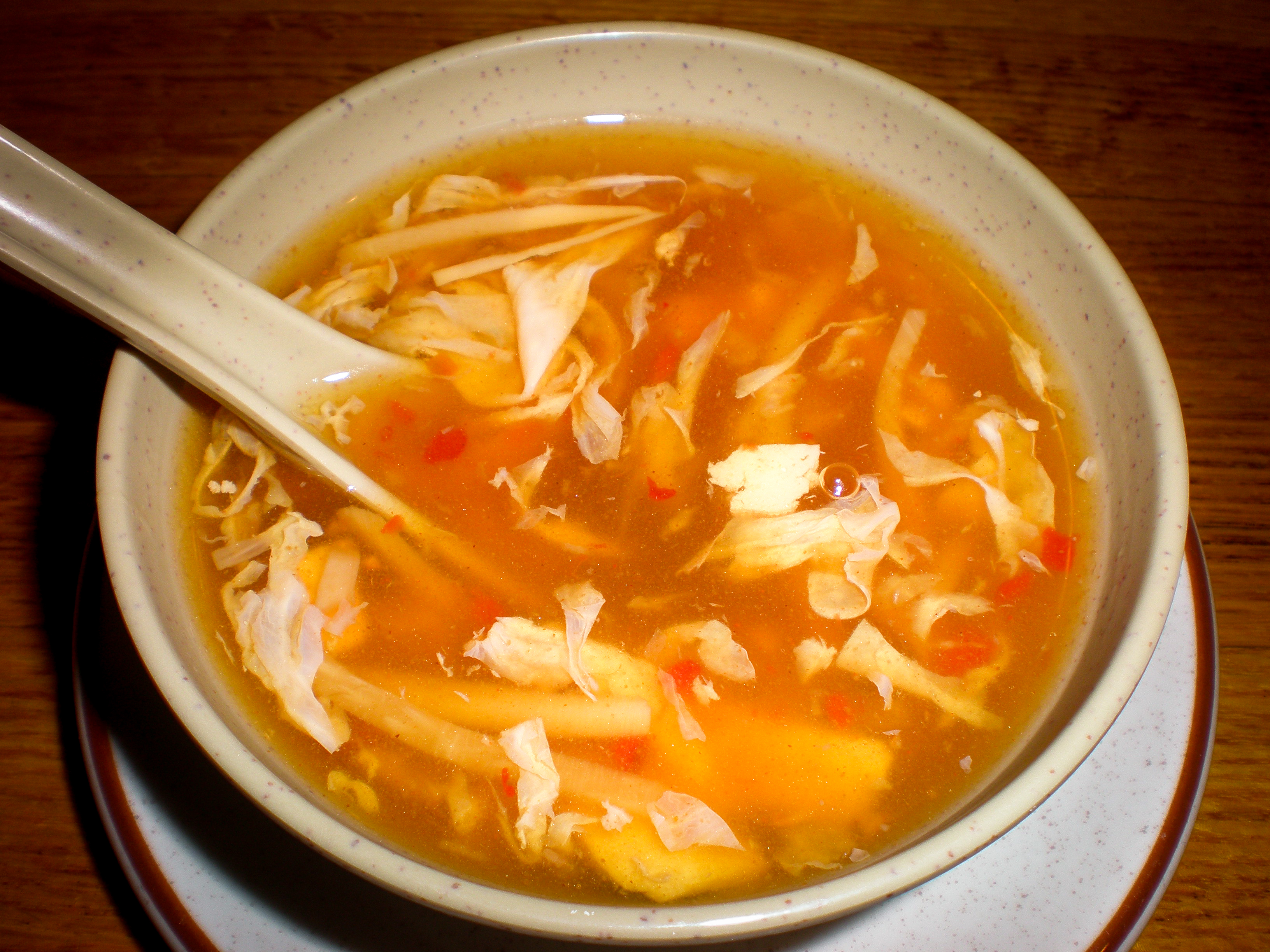
Chinesische Sauer-scharf-Suppe mit Ei
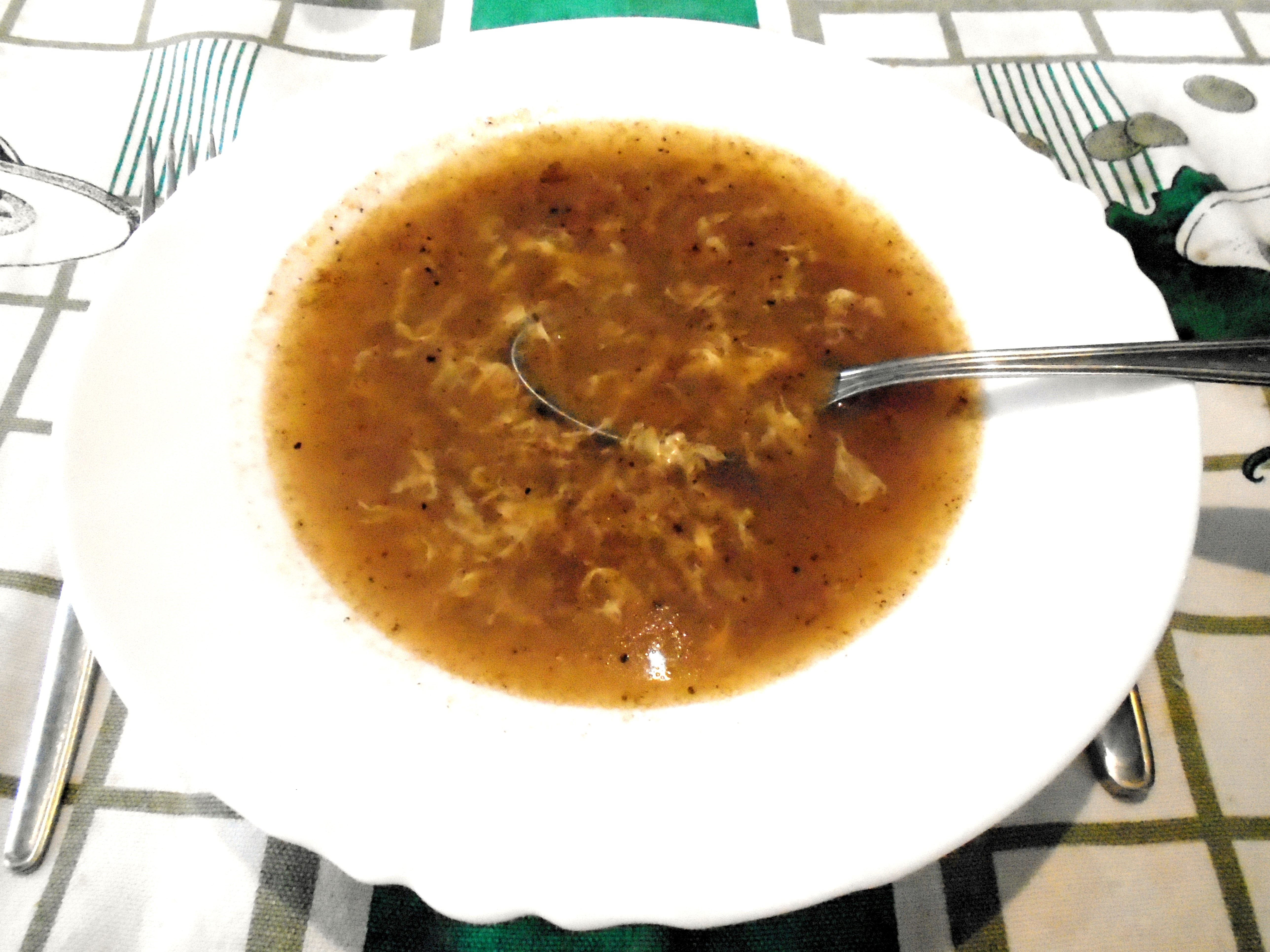
Kroatische Einlaufsuppe